# یواس‌اس راکت (۱۸۶۲)
یواس‌اس راکت (۱۸۶۲) (به انگلیسی: USS Rocket (1862)) یک کشتی بود که طول آن ۸۵ فوت ۸ اینچ (۲۶٫۱۱ متر) بود. این کشتی در سال ۱۸۶۲ ساخته شد.